# Municipio 3 Trenton
El municipio 3 Trenton (en inglés: Township 3, Trenton) es un municipio ubicado en el  condado de Jones en el estado estadounidense de Carolina del Norte. En el año 2010 tenía una población de 1.981 habitantes.

## Geografía
El municipio 3 Trenton se encuentra ubicado en las coordenadas 35°3′1.83″N 77°22′4.35″O / 35.0505083, -77.3678750.